# Tomasz Steciuk
Tomasz Steciuk (ur. 2 października 1971 w Świnoujściu) – polski aktor telewizyjny, dubbingowy i teatralny oraz śpiewak.

## Życiorys
Absolwent Studium Wokalno-Aktorskiego im. Danuty Baduszkowej w Gdyni. Współpracuje z Teatrem Muzycznym w Gdyni (od 1990) i Teatrem Muzycznym „Roma” (od 2000). Zagrał w wielu musicalach, m.in. w Kotach (role Bywalca, Gusa i Karmazyna), Akademii pana Kleksa (rola Filipa Golarza), Upiorze w operze (tytułowa rola) i Les Misérables (rola Thénardiera).
Jego żoną jest aktorka Anita Steciuk.

## Dubbing
- 2015: Miraculum: Biedronka i Czarny Kot – tata Marinette
- 2015: Pingwiny z Madagaskaru – Szeregowy
- 2015: Żółwik Sammy i spółka – Alfa
  - John
- 2014: Sunset Overdrive – Fizzie
- 2014: Lego: Przygoda – C-3PO
- 2014: Rodzinka nie z tej Ziemi – Komputer statku
- 2013: Jej Wysokość Zosia – Cedryk[3]
- 2012: Madagaskar 3 – Szeregowy
- 2012: Lorax – Once-ler
- 2013,14,15: Violetta – Roberto Benvenuto „Beto”
- 2012: MLP:FiM – Film (odc. 41)
- 2011: Wiedźmin 2: Zabójcy królów –
  - Olcan,
  - Tyberiusz,
  - Julian
- 2011: Z kopyta
- 2011: Mr. Young – dyrektor
- 2011: Hop – Phil
- 2011: Rango – Mariachi
- 2010: Biała i Strzała podbijają kosmos – Świnia
- 2010: Megamocny
- 2010: Strażackie opowieści – Sammy
- 2010: Disco robaczki – Tytus
- 2010: True Jackson
- 2010: Ja w kapeli – Ash
- 2010: K-9 – Profesor Gryffen
- 2009: Aaron Stone – S.T.A.N.
- 2009: Terra
- 2009: Dragon Age: Początek
- 2009: Alvin i wiewiórki 2 – Teodor
- 2009: Załoga G – Bucky
- 2009: Hotel dla psów – Bernie
- 2008-2014: Marta mówi
- 2008: Niezwykłe przypadki Flapjacka
- 2008: Sezon na misia 2 – Stanley
- 2008: Pingwiny z Madagaskaru – Szeregowy
- 2008: Madagaskar 2 – Szeregowy
- 2008: Piorun
- 2008: Łowcy smoków
- 2008: Dzielny Despero
- 2008: Speed Racer
- 2008: Małpy w kosmosie – Kosmici i spółka
- 2007: Klub Winx – tajemnica zaginionego królestwa – Helia
- 2007: Alvin i wiewiórki – Teodor
- 2007: Wiedźmin –
  - Chireadan,
  - Zrozpaczony ojciec,
  - Oficer,
  - postacie poboczne
- 2007: Barbie i magia tęczy –
  - Max
  - Bajan
- 2007: Happy Wkręt
- 2007: Don Chichot
- 2007: W pułapce czasu – Valerian
- 2007: Moi przyjaciele – Tygrys i Kubuś – Prosiaczek
- 2007: Rodzinka Robinsonów – wykonanie piosenek
- 2007: Na fali – Sal
- 2006: Krowy na wypasie – Iggy / Wykonanie piosenek
- 2006: Klasa 3000
- 2006: Lampy Podłogowe i tajemnicza wyspa
- 2006: Sposób na rekina – Buddy
- 2006: Eragon
- 2006: Dżungla
- 2006: Brzydkie kaczątko i ja – Stan
- 2006: Wpuszczony w kanał
- 2006: Happy Feet: Tupot małych stóp – Rinaldo
- 2006: Po rozum do mrówek – Brett
- 2006: Straszny dom – Bones
- 2006: Epoka lodowcowa 2: Odwilż – Szybki Tony
- 2006: Mokra bajeczka – Mały wodnik
- 2005: Pingwiny z Madagaskaru: Misja świąteczna – Szeregowy
- 2005: Niania – pastor
- 2005: Madagaskar – Szeregowy
- 2005: Czerwony Kapturek – prawdziwa historia – Śpiew piosenek
- 2005: Charlie i fabryka czekolady – Tata Bucket
- 2005: Kubuś i Hefalumpy – Prosiaczek
- 2005–2010: Kod Lyoko – piosenka początkowa
- 2004–2007: Leniuchowo – Sportacus i wykonanie czołówki
- Yu-Gi-Oh! Ostateczne starcie – Joey
- 2004: RRRrrrr!!!
- 2004: Mickey: Bardziej bajkowe święta
- 2004: Shrek 2
- 2004: Mickey, Donald, Goofy: Trzej muszkieterowie – Trubadur
- 2004: Gwiezdne jaja: Część I – Zemsta świrów – Pipovitch
- 2004: Baśniowy świat 5 – Wykonanie piosenki „Trzej muszkieterowie”
- 2004: Rogate ranczo – Wykonanie piosenki
- 2004: Thunderbirds – Brains
- 2004: Król lew 3: Hakuna matata – śpiew (Lew stary mocno śpi)
- 2004: Przyjaciele z podwórka – Robot
- 2003: Maleństwo i przyjaciele – Prosiaczek
- 2003: Prosiaczek i przyjaciele – Prosiaczek
- 2003: Kot – głos
- 2003: Opowieść o Zbawicielu – Jezus
- 2003: Old School: Niezaliczona – Barry
- 2003: Zapłata – Shorty
- 2003: Mali agenci 3D: Trójwymiarowy odjazd – głos
- 2003–2005: Młodzi Tytani –
  - Mumbo (III seria),
  - Czerwony,
  - Wirus,
  - Nufu (odcinek 44),
  - Sierżant Rój (odcinek 49)
- 2002: Baśnie i bajki polskie – Jan/Stary kruk
- 2002–2003: Ozzy i Drix – Ozzy
- 2001–2002: Kubusiowe opowieści – Prosiaczek
- 2001: Power Rangers Time Force – Trip, Zielony wojownik
- 2001: Shrek – jeden z wieśniaków
- 2001: Potwory i spółka
- 2001: Atlantyda. Zaginiony ląd
- 2001: Mroczne przygody Billy’ego i Mandy –
  - Sperg,
  - Generał Szrama (odc. Billy i Mandy Ratują Święta).
- 2000−2003: X-Men: Ewolucja – Alex
- 1997–2004: Gwiazdka z Johnnym Bravo – Donny
- 1996–1998: Mała księga dżungli – Kaa
- 1993: Miasteczko Halloween – Barył
- 1987: Miś Yogi i czarodziejski lot Świerkową Gęsią – Śpiew piosenek

## Teatr
- Aladyn JR – Dżin (TM Roma)
- Les Misérables – Msr Thenardier (TM Roma)
- Oliver! – Fagin (Teatr Rozrywki w Chorzowie)
- Upiór w operze – Upiór Eryk (TM Roma) (Opera i Filharmonia Podlaska – Europejskie Centrum Sztuki w Białymstoku)
- Romeo i Julia – Ojciec Laurenty (Studio Buffo)
- Koty – Bywalec, Gus, Karmazyn (TM Roma)
- Akademia pana Kleksa – Golarz Filip, Ambroży Kleks (TM Roma)
- Miss Saigon – John, Szef (TM Roma)
- Scrooge (TM Gdynia)
- Wichrowe Wzgórza (TM Gdynia)
- Evita – Che (TM Gdynia)
- Korczak – Janusz Korczak (Opera i Filharmonia Podlaska – Europejskie Centrum Sztuki w Białymstoku)[4]
- Cień – Cień (Teatr Muzyczny w Gdyni)
- Les Miserables – Mariusz (Teatr Muzyczny w Gdyni)
- Rodzina Addamsów – Gomez Addams (Gliwicki Teatr Muzyczny)
- Evita – Juan Perón (Teatr Muzyczny w Poznaniu)
- Zły – Redaktor Edwin Kolanko (TM Gdynia)
- Skrzypek na dachu – Mordka (Opera i Filharmonia Podlaska)[5]
- Zakonnica w przebraniu – Curtis (Teatr Muzyczny w Poznaniu)[6]
- Doktor Żywago – Wiktor Komarowski (Opera i Filharmonia Podlaska)[7]
- Jak odnieść sukces w biznesie zanadto się nie wysilając – J.B. Biggley (Teatr Rozrywki w Chorzowie)[8]
- Czarownice z Eastwick – Darryl (Teatr Syrena w Warszawie)[9]
- Rodzina Addamsów – Gomez (Teatr Syrena w Warszawie)[10]
- Rock of Ages – Dennis (Teatr Syrena w Warszawie)[11]
- Miss Saigon – Szef (Teatr Muzyczny w Łodzi)[12]
- Wicked – Czarodziej (TM Roma)[13]

## Praca w teatrze
- Studio Buffo
- Teatr Muzyczny Roma
- Teatr Muzyczny w Gdyni
- Opera i Filharmonia Podlaska
- Teatr Muzyczny w Poznaniu
- Teatr Miejski w Gliwicach
- Teatr Syrena w Warszawie

## Przed kamerą
- 2012: Anna German – piosenkarz (odc. 5)
- 2006: Na Wspólnej – kolega Andrzeja (odc. 654)
- 2005: Zakręcone (odc. 11 i 15)
- 2004: Całkiem nowe lata miodowe – Aladius Klinge, dyktator mody (odc. 16)
- 2003: Plebania – tajniak (odc. 262 i 264)
- 2003: Miodowe lata – Jose (odc. 114)
- 2003: M jak miłość – dziennikarz przeprowadzający wywiad z Ulą (odc. 124)
- 2002−2010: Samo życie – sąsiad Edyty Kamińskiej
- 2002: Król przedmieścia – Marek, fan Kowalskiego z Konina (odc. 10)
- 1998: Przed premierą – Tenor
- 1997: Klan – Marek Korzyński z „Melvity”, klient Agencji Reklamowej „JBD”